# بلدة فان هوك (مقاطعة مونتريال)
بلدة فان هوك، مقاطعة مونتريال (داكوتا الشمالية) (بالإنجليزية: Van Hook Township, Mountrail County, North Dakota)‏ هي منطقة سكنية تقع في الولايات المتحدة في مقاطعة مونتريل، داكوتا الشمالية.  يقدر عدد سكانها بـ 42 نسمة  وترتفع عن سطح البحر 580 متر.